# مردانشاه
مردانشاه (بالفارسية: مردانشاه) كان قائدًا فارسيًا ساسانيًا، أطلق عليه العرب لقب "ذو الحاجب" لكونه كثيف الحاجبين  كما كان بهمن جاذويه.